# Irbis Air Company
Irbis Air Company is een Kazachse luchtvrachtmaatschappij met haar thuisbasis in Almaty.

## Geschiedenis
Irbis Air Company s opgericht in 1998 door Victor Bout.

## Vloot
De vloot van Irbis Air Company bestaat uit:(feb.2007)
- 2 Iljoesjin IL-18V